# Spezzacuori
Spezzacuori è un singolo del gruppo musicale italiano Dark Polo Gang, pubblicato il 26 gennaio 2017 come primo estratto dal primo album in studio Twins.

## Tracce
1. Spezzacuori – 2:14